# Lijst van bisschoppen van Brugge
De volgende lijst geeft de bisschoppen van het bisdom Brugge weer.
De hierna opgegeven begindata zijn die van het effectieve in functie treden (niet die van de benoeming of van de bisschopswijding) en de einddata die van het overlijden of van het ontslag van de bisschop.

## Bisschoppen uit het eerste bisdom

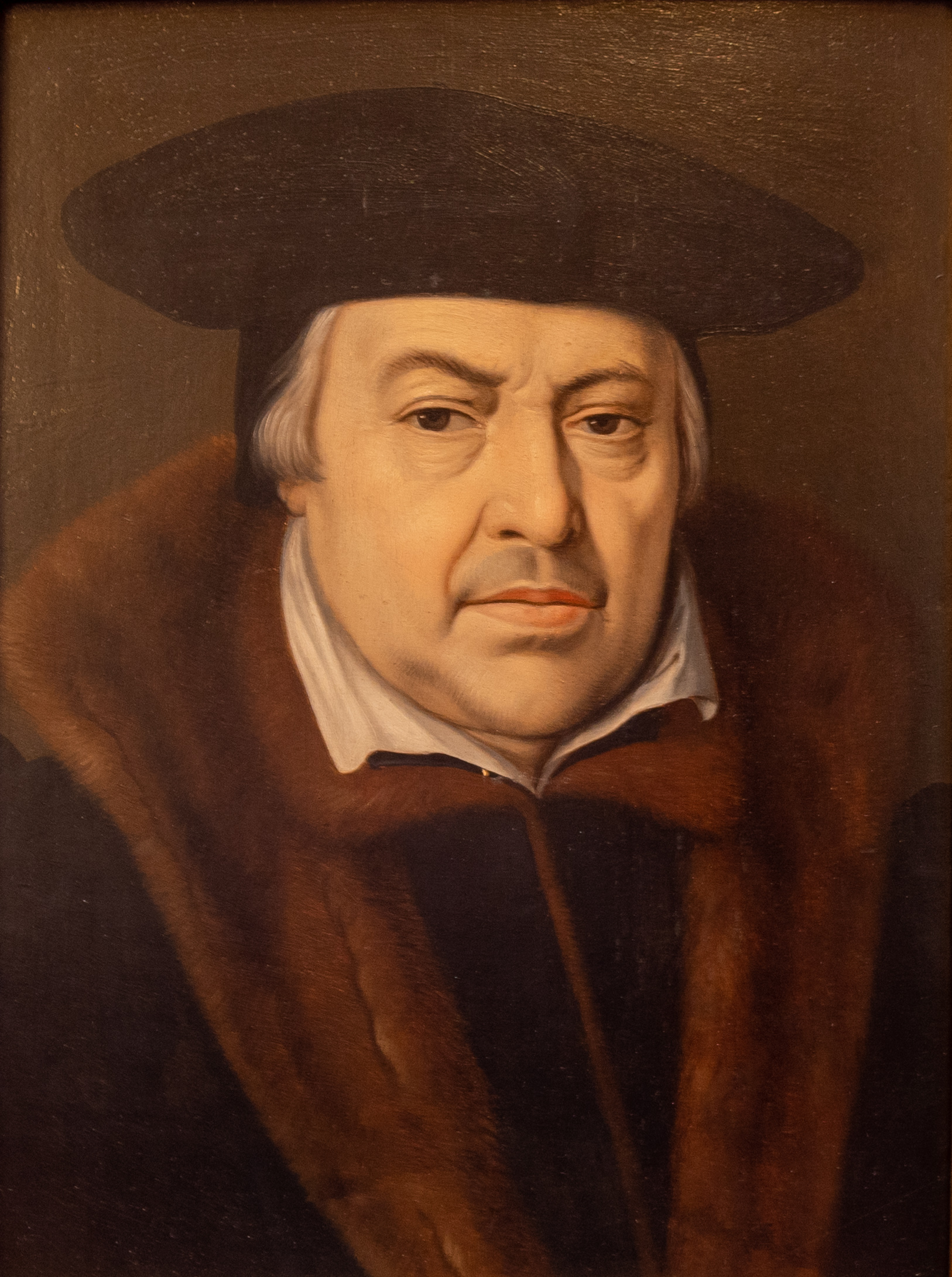
Pieter de Corte, de eerste bisschop van Brugge

Na de oprichting in 1559 van het Bisdom Brugge duurde het nog een aantal maanden  vooraleer de eerste bisschop werd benoemd.
De benoeming van een nieuwe bisschop, nam onder het ancien régime soms een hele tijd in beslag. Na het overlijden of ontslag van een bisschop, benoemde de burgerlijke overheid een opvolger, die moest goedgekeurd worden door de paus. Pas na deze dubbele goedkeuring kon de kandidaat tot bisschop worden gewijd en kon hij zijn intrede doen in zijn bisschopsstad en bezit nemen van zijn bisschopszetel. De hele procedure nam soms twee of meer jaar in beslag en ondertussen werd een interimair bestuur over het bisdom aangesteld, meestal bestaande uit drie kapittelvicarissen.
Alle bisschoppen, voor zover ze in Brugge stierven, werden bijgezet in de Sint-Donaaskathedraal op de Burg.
- 8 februari 1562 - 16 oktober 1567: Pieter de Corte
- 18 oktober 1567 - 4 december 1569: bestuur ad interim door drie kapittelvicarissen
- 4 december 1569 - 12 mei 1594: Remigius Driutius (Remi Drieux)
- 12 mei 1594 - 1596: bestuur ad interim door drie kapittelvicarissen
- 18 augustus 1596 - 1 juni 1602: Mathias Lambrecht
- 1 juni 1602 - 26 maart 1604: bestuur ad interim door drie kapittelvicarissen
- 26 maart 1604 - 7 juli 1616: Karel Filips de Rodoan
- 9 juli 1617 - 1622: Antonius Triest (ook bisschop van Gent 1622-1657)
- 28 mei 1623 - 6 augustus 1629: Denis Stoffels
- 1630 - 3 maart 1639: Servaas de Quinckere
- 31 oktober 1641 - 24 september 1649: Nicolaas de Haudion
- 5 juni 1651 - 23 juni 1660: Karel van den Bosch (ook bisschop van Gent 1660-1665)
- 22 oktober 1662 - 10 december 1668: Robert de Haynin
- 10 december 1668 - 15 juli 1671: bestuur ad interim door drie kapittelvicarissen
- 15 juli 1671 - 3 november 1681: François de Baillencourt
- 3 november 1681 - 19 april 1683: bestuur ad interim door drie kapittelvicarissen
- 19 april 1683 - 7 augustus 1690: Humbertus Guilielmus de Precipiano (aartsbisschop Mechelen 1691-1711)
- 21 januari 1691 - 18 juni 1706: Willem Bassery
- 18 juni 1706 - 29 maart 1716: bestuur ad interim door een vicariaat, belast met de lopende zaken
- 29 maart 1716 - 24 februari 1742: Hendrik Jozef van Susteren
- 21 juli 1743 - 26 juni 1753: Jan Baptist de Castillion
- 30 juni 1754 - 22 december 1775: Jan Robert Caïmo
- 22 december 1775 - 3 augustus 1777: bestuur ad interim door drie kapittelvicarissen
- 3 augustus 1777 - 26 oktober 1794: Felix Brenart

Het bisdom werd na de vlucht en weldra het overlijden van Brenart, doorheen moeilijke tijden bestuurd door vicarissen. Na het sluiten van het Concordaat in 1801, werd het bisdom opgeheven. Het department van de Leie (West-Vlaanderen) werd kerkelijk ingedeeld als onderdeel van het bisdom Gent.

## Bisschoppen na 1834

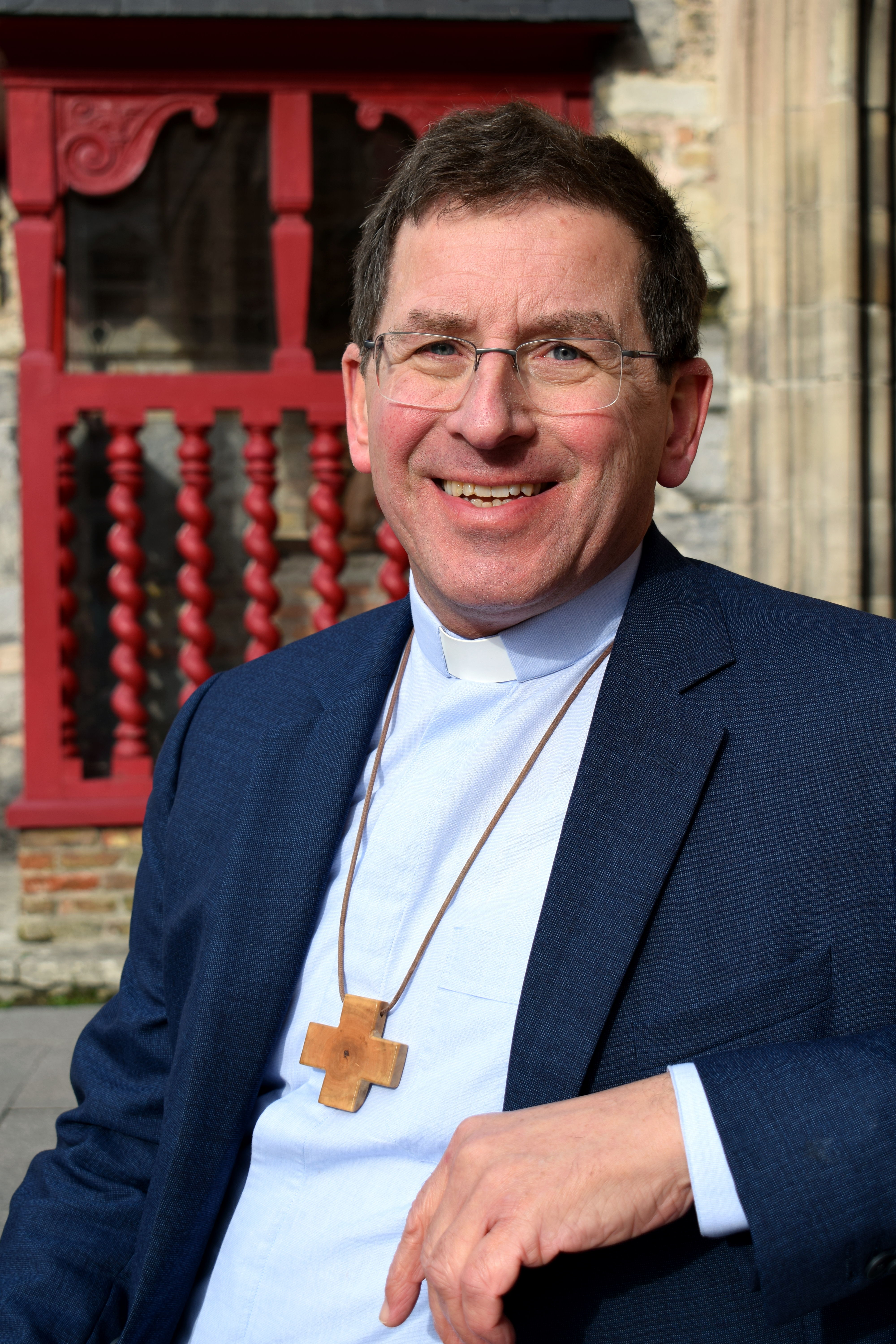
Lode Aerts, huidige bisschop van Brugge

In 1832 werd de secretaris van de Gentse bisschop, François Boussen, tot hulpbisschop aangesteld, met verblijfplaats in Brugge. Dit was de eerste aanwijzing voor een nakende kerkrechtelijke herinrichting.
Op 27 mei 1834 werd het bisdom Brugge heropgericht door de bul Romanae Ecclesiae van paus Gregorius XVI, met als grondgebied de provincie West-Vlaanderen. 
Omdat de vroegere Sint-Donaaskathedraal onder de Franse bezetting afgebroken was, werd de parochiekerk van Sint-Salvator en Sint-Elooi aangeduid als bisschoppelijke kerk. De heilige Donatianus en de zalige Karel de Goede werden de patronen van het bisdom.
De overleden bisschoppen (niet de hulpbisschoppen) werden bijgezet in de crypte achter het koor van de Sint-Salvatorskathedraal: Boussen in 1848, Malou in 1860, Faict en zijn vier opvolgers in 2002.
- 23 juli 1834 - 1 oktober 1848: François-René Boussen
- 31 maart 1849 - 23 maart 1864: Joannes-Baptista Malou
- 18 oktober 1864 - 4 januari 1894: Johan Joseph Faict
- 11 juni 1894 - 31 maart 1895: Petrus De Brabandere
- 25 juli 1895 - 18 december 1931: Gustavus Josephus Waffelaert
  - 14 oktober 1929 - 1931: Henricus Lamiroy, coadjutor
- 18 december 1931 - 10 mei 1952: Henricus Lamiroy
- 7 september 1952 - 15 december 1984: Emiel Jozef De Smedt
  - 1962 - 1981: Maurits Gerard De Keyzer, hulpbisschop
  - 1976 - 1999: Eugeen Laridon, hulpbisschop
- 3 februari 1985 - 22 april 2010: Roger Vangheluwe
- 22 april 2010 - 10 juli 2010: diocesaan administrator Koen Vanhoutte
- 10 juli 2010 - 6 december 2015: Jozef De Kesel
- 6 december 2015 - 4 december 2016: diocesaan administrator Koen Vanhoutte
- 4 december 2016 - heden: Lode Aerts